# Allwinner Technology
Allwinner Technology Co., Ltd., également appelée Quanzhi ou Zhuhai Quanzhi (chinois simplifié : 珠海全志科技股份有限公司, pinyin : zhūhǎi quánzhì kējì gǔfèn yǒuxiàn gōngsī, signifiant Zhūhǎi Quánzhì technologie, société à capitaux limité), est une entreprise chinoise de semi-conducteurs et de produits électroniques basée à Zhuhai, dans la province du Guangdong.

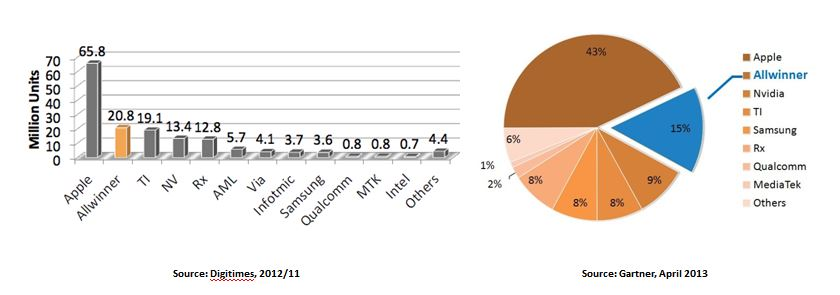
Parts de marchés des processeurs dans le domaine des tablettes en 2012

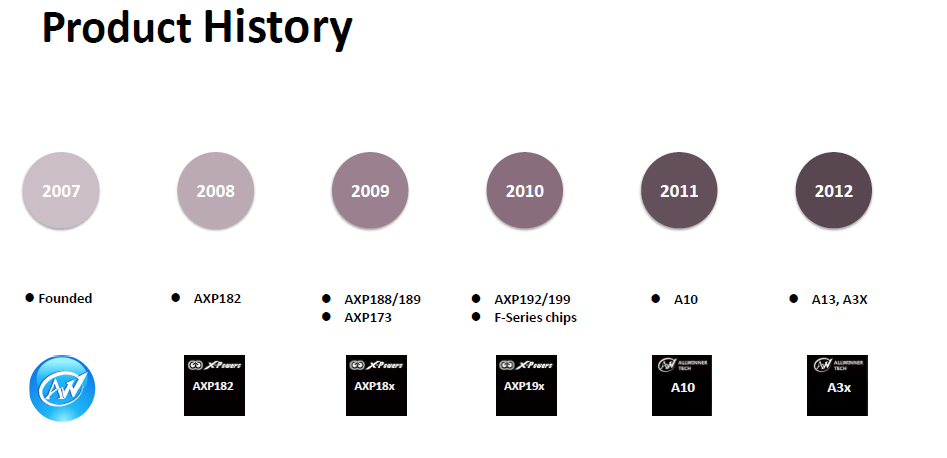
Séries de processeurs d'Allwinner

D'après l'agence Bloomberg, publiée en mars 2014, Allwinner était le second plus important vendeur de processeurs pour tablettes en 2012, derrière Apple, soit le premier vendeur de processeur pour tablette Android, et devant Rockchip, le cinquième.

## Architecture ARM

### Architectures 32 bits

#### A1X

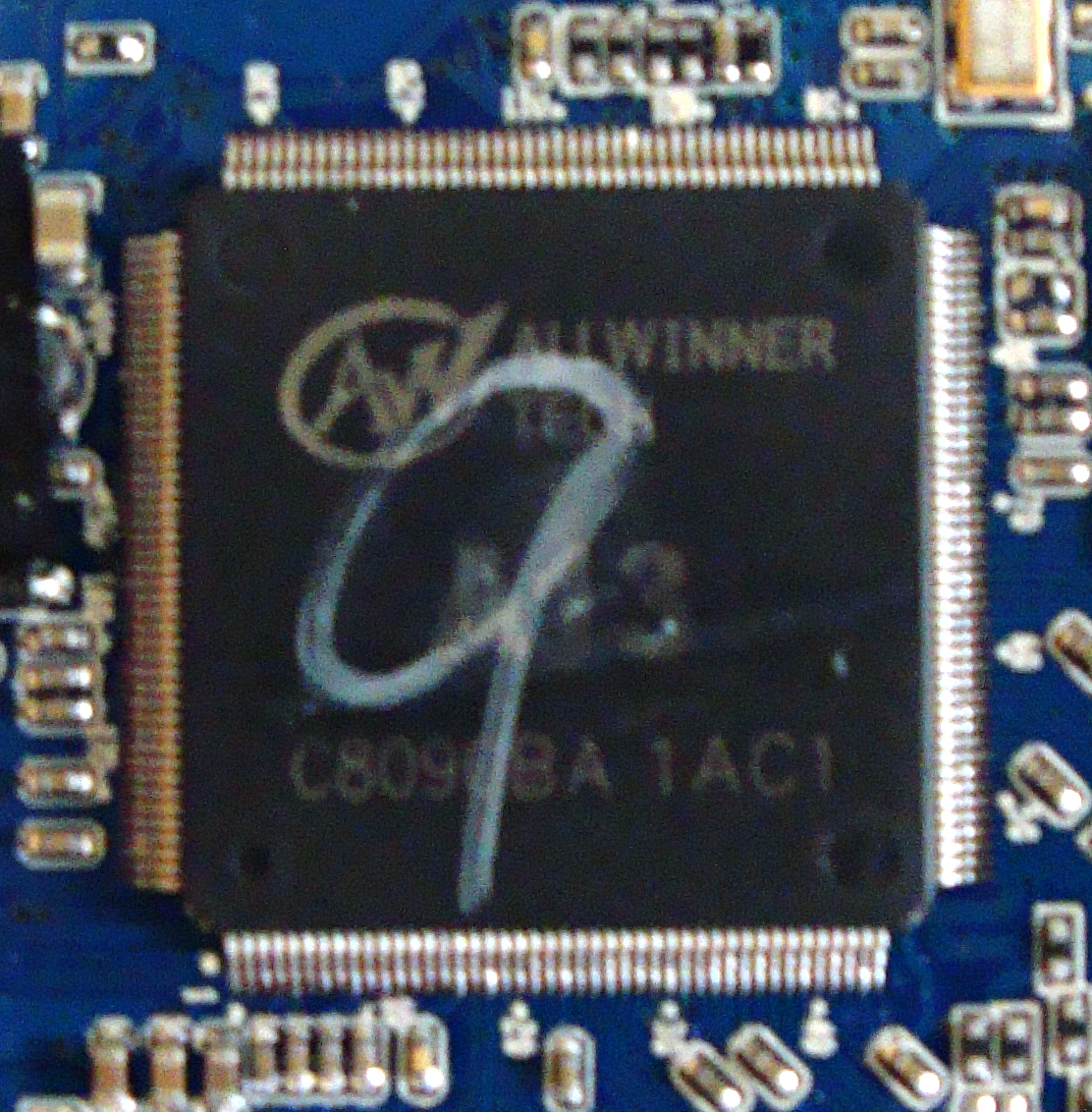
AllWinner A13

AllWinner technology produit notamment la série Allwinner A1X, dont le SoC d'architecture ARM appelé Allwinner A10, Quanzhi A10 ou bien encore Boxchip A10, basée notamment sur un CPU Cortex-A8 à 1,5 GHz et un GPU Mali-400MP. Son VPU, le CedarX, peut décoder de la vidéo QuadHD 2160P et stéréographique il peut également encoder de la vidéo HD en H.264 High profile et peut décoder du format WebM (VP8AVS). Ce processeur est vendu malgré ses bonnes performances aux alentours de 5 $ États-Unis pièce.
Le Allwinner A10S est une version allégée de l'A10, dédiée aux dongles audio/vidéo HDMI
AllWinner Tech. fabrique également l'A13, un autre SoC basé sur un Cortex-A8 et un Mali-400, compatible avec Android 4.0.3 (ICS).

#### A2X et A3X

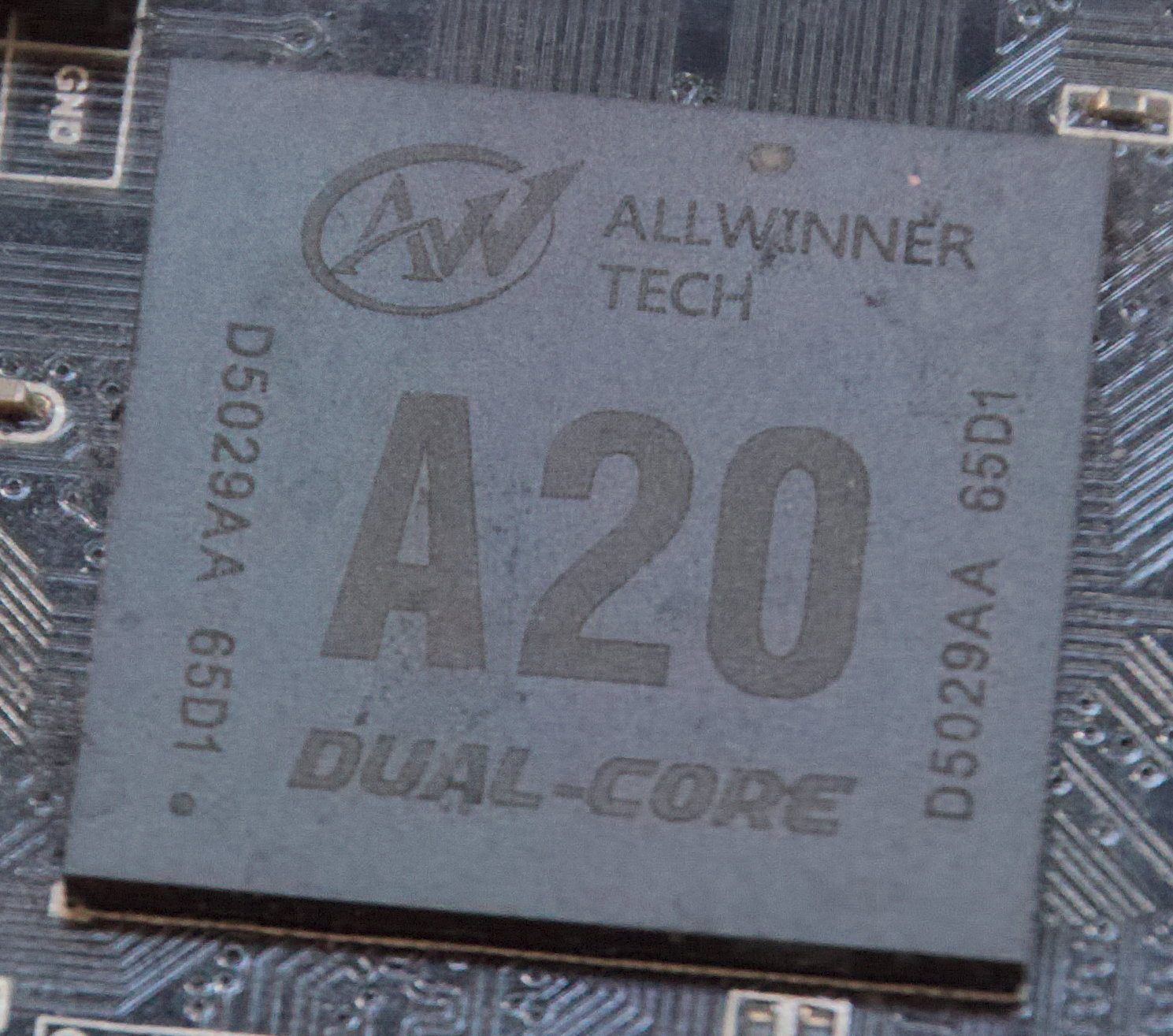
Allwinner A20 dans une Cubieboard2

Les implémentations de la génération suivante sont dans les SoCs Allwinner A2X (deux cœurs Cortex-A7 MPCore et GPU ARM Mali-400 MP2 double cœur) et A3X (quatre cœurs Cortex-A7 MPCore et GPU huit cœurs PowerVR SGX 544), disponibles en série depuis décembre 2012. Les premières versions sont le A20 et le A31, ils sont utilisés dans différents boîtiers multimédias (Set top box), dongle HDMI, smartphones, phablettes, tablettes et nano-ordinateurs (comme la Cubieboard2, la Cubietruck, ou l'ordinateur en matériel libre OLinuXino). Ces deux processeurs supportent encore une fois nativement le SATA.
Une deuxième version de la série A30 est le A31s est destiné au marché des phablettes uniquement.
En septembre 2013, Allwinner annonce le Allwinner A23, disponible pour octobre de la même année. Il s'agit d'une modification du A20 avec une fréquence maximum plus élevée (1,5 GHz), et probablement une réduction des fonctions, destiné au marché des téléphones mobiles.
En juin 2014, AllWinner annonce le SoC A33 compatible broche-à-broche avec le AllWinner A23. Le nouveau SoC comporte 4 cœurs Cortex-A7 avec 256 Kio de cache de niveau 1 et  512 Kio de cache de niveau 2. Il contient également un processeur graphique Mali-400MP2. C'est le premier SoC de la société à supporter l'API OpenMAX. Cette puce ne supporte par contre pas nativement le SATA.

#### A8X
En septembre 2013, la société annonce la disponibilité pour le premier trimestre 2014 de l'Allwinner A80, premier SOC 28 nm d'Allwinner. C'est le premier (et seul) SOC d'Allwinner utilisant l'architecture big.LITTLE d'ARM et comporte 8 cœurs: 4 cortex-A7, jouant le rôle du LITTLE et 4 Cortex-A15. Le GPU utilisé est un PowerVR G6230 (série 6) 64 cœurs d'Imagination Technology, supportant OpenCL 1.1, OpenGL 3.0, OpenGL ES Next, 3.0 et 2.0, ainsi que Renderscript et DirectX 9_3/10, ainsi qu'une nouvelle version de CedarX, supportant le décodage matériel du codec H.265, une résolution HD 4K, et 3 sorties vidéo simultanées,. Ce nouveau processeur ajoute également, par rapport à ses prédécesseurs, le support de l'USB 3.0 et la gestion d'une caméra de 16 Mégapixels.
AllWinner annonce supporter pour ce Soc les systèmes Google Android et Chrome OS (probablement Chromium OS, portage en cours en avril 2014), Ubuntu, Firefox OS, et Windows RT (les négociations commerciales étaient alors en cours en avril 2014).
Le Allwinner 80 fut intégré dans des cartes de développement, comme l'OptimusBoard, la Cubieboard 8, la PCDuino 8 ...

#### H3
Il s'agit de la dernière génération de SoC 32 Bits d'Allwinner. Il est équipé de 4 cœurs Cortex-A7 à 1.296 GHz, d'un GPU bicœur, Mali400 MP2, ainsi que d'un PHY pour gérer l'ethernet lui permettant d'être intégré dans de nombreuses box Android et cartes de développement (Orange Pi PC). Il existe une version à coût réduit nommée H2+.

### Architectures 64 bits

#### A64
Le A64 comporte 4 cœurs ARM Cortex-A53 et un GPU ARM Mali-400MP2 est un SoC orienté basse consommation.

#### A63
Le A63 est le successeur du A64, comportant également  4 cœurs ARM Cortex-A53, mais améliore les performances graphiques avec le GPU ARM Mali T760-MP2 (2 cœurs) il est orienté vers le domaine des tablettes.

#### H5
Le H5 est un SoC 64 bits d'Allwinner très basse consommation, orienté Box TV, présenté en août 2016 et composé de 4 cœurs ARM Cortex-A53 et d'un GPU ARM Mali-450MP4 (4 cœurs processeurs de pixel et 2 cœurs processeurs de géométrie). Il comporte également un décodeur vidéo 4K et un encodeur 1080p à 60 Hz. Il gère la RAM de types DDR3/3L LPDDR2/3, ainsi qu'ethernet 10/100 et Gigabit.

#### H6
Le H6 est le premier SOC 64 bits d'Allwinner gravé en 28 nm lui permettant d'avoir 4 cœurs ARM Cortex-A53 pouvant fonctionner jusqu'à 1,8 Ghz. Comparé au H5 la partie graphique a été aussi améliorée en intégrant un ARM Mali T720 MP2 et le support de l'USB 3.0 a été ajouté. C'est aussi le premier SOC d'Allwinner intégrant un port PCIe, mais malheureusement ce port étant limité par son adressage mémoire il est difficilement utilisable par linux et donc mal supporté.

## Architecture RISC−V 64 bits

### D1

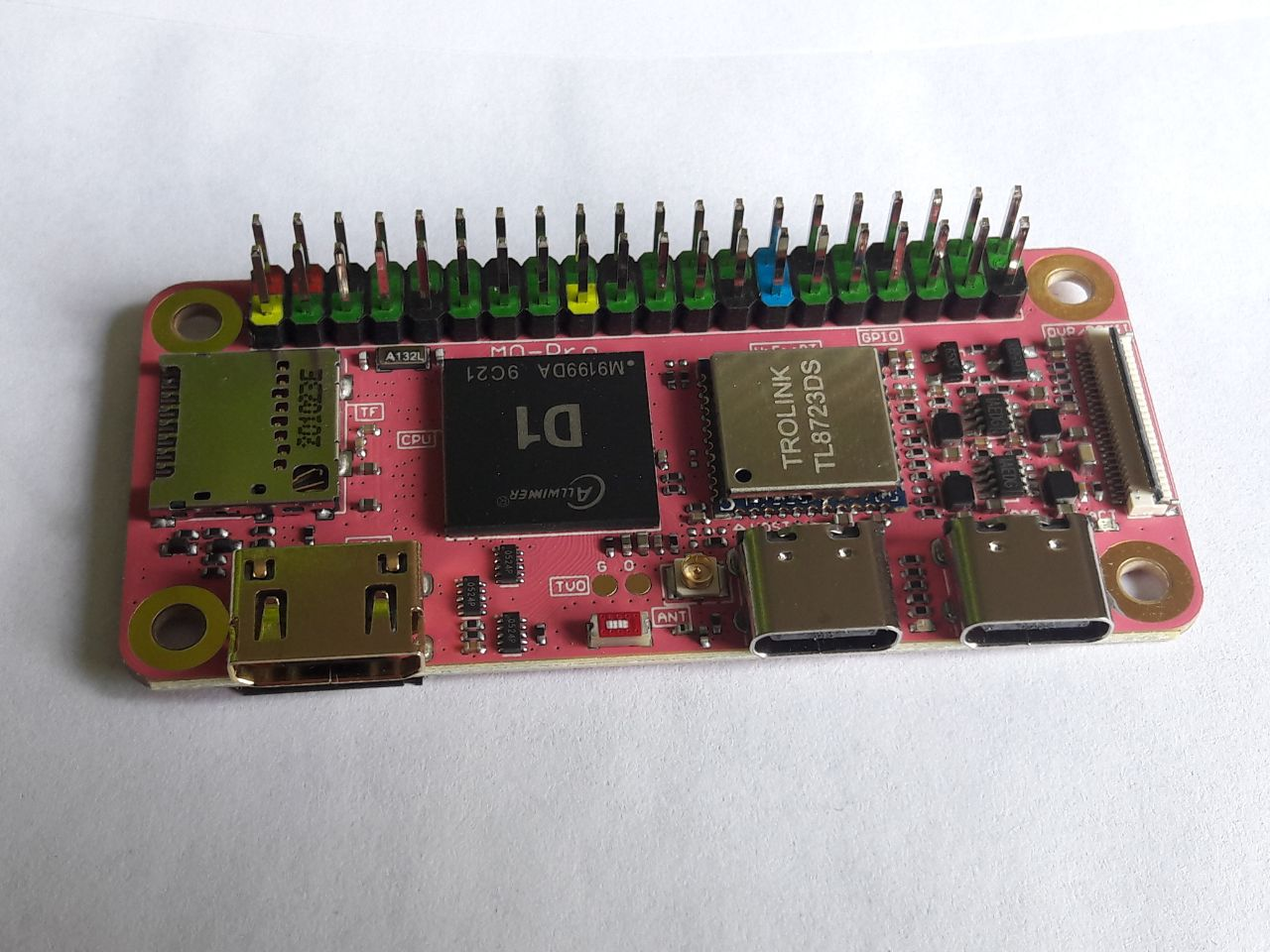
ordinateur MangoPi MQ1PH basé sur le Allwinner D1

En novembre 2020, Sipeed annonce une SBC, qui sort en avril 2021 sous le nom de Nezha, basée sur un SoC AllWinner (AllWinner D1), utilisant un cœur d'architecture RISC-V RV64GCV (plus précisément RV64IMAFDCVU) à 1 GHz, du T-Head XuanTie C906, gravé en 22 nm. Il ne comporte pas de GPU 3D, mais un processeur graphique 2D, ainsi qu'un décodeur vidéo H264 et H265, gère les sorties HDMI, DVP, MIPI CSI, ethernet Gb, USB, USB-Otg,,. Les sources du cœur en langage HDL, Verilog sont ouvertes par Alibaba et T-Head, sous le nom d'Open XuanTie et sont mises à disposition sur Github. L'unité vectorielle intégrée utilise la version 0.7 des spécifications RISC-V de cette unité.
Il est utilisé par les cartes Nezha et LicheeRV de Sipeed, ainsi que par la carte MQ1PH de Mango Pi
Son support est intégré au code principal du noyau Linux en janvier 2023, en prévision de Linux 6.3.

### D1s ou F133
Une variante à faible coût de ce SoC, appelée AllWinner D1s ou F133, et qui comporte 64 Mo de RAM interne,.
Il est utilisé par la carte  de MangoPi-MQ1
Le support dans le code principal du noyau Linux, arrive au même moment que le D1-H.

## Implémentations

### Tablettes
De multiples société ont proposé des tablettes basées sur un SoC Allwinner (Archos, Polaroid, Logicom, Eken, Flytouch ...)

### Smartbook

#### H6
Le H6 est un smartbook équipé d'un SoC AllWinner A10 à 1,2 GHz, d'un écran 10,1 pouces en 1024x600 (non tactile) vendu aux alentours de 99 à 140 US$ fonctionnant avec Android 4.0.3
Pine64 a développé le PineBook basé sur un Allwinner A64 avec 2GB de RAM, 16GB de eMMC et un écran IPS 1080p.

### Clients légers et vidéo

#### PC-n-a-stick
Le PC-on-a-stick (signifiant PC-sur-un-bâtonnet en anglais) Rikomagic MK802 est basé sur le AllWinner A10. Il permet notamment de faire tourner la plate-forme de  télévision IP Google TV, ainsi que les systèmes d'exploitation Google Android ou bien Ubuntu de Canonical.
Le Z902 de Zero Devices est également un  PC-on-a-stick utilisant un Allwinner A10. Il contient 1 Go de DDR3, 4 Go de NAND flash, et est équipé d'un port micro-SDHC, du Wi-Fi, d'une sortie HDMI, d'un port USB 2.0, ainsi que 2 ports mini-USB.

#### NetTop

##### MeLe A1000
Il existe également le Mele A1000, projet libre sous licence GPL de Rhombus-Tech, un PC dans un petit boîtier avec connectique vidéo, USB et réseau, permettant de l'utiliser comme PC de bureau, mini serveurs ou outil plus spécialisé dans la vidéo. Pour un prix avoisinant les 70 $,. Elle est équipée d'un AllWinner A10 et de 512Mo de DDR3.

##### Mini X
Le Mini X est plus orienté vidéo, ou du moins vendu comme un media player. Il tient dans la main, avec sa sortie HDMI, 2 ports USB, une antenne Wi-Fi et un port HDMI et est vendu aux alentours de 70 $ .

### Cartes mères
À la suite des succès du projet Raspberry Pi, plusieurs personnes ou entités se sont lancés dans des projets similaires mais avec le AllWinner A10, qui est à peine plus cher mais ayant le double de la capacité de calcul du côté CPU que le SoC du Raspberry Pi.

#### Gooseberry
Le Gooseberry est le premier projet inspiré du Raspberry Pi, vendu 40 £ anglaise contient un A10 à 1 GHz, il s'agit simplement d'une carte mère de tablette vendu sans la tablette. Il est livré avec Android 4 mais devrait pouvoir aussi tourner sous une distribution Linux plus standard.

#### Hackberry
Le Hackberry, dans la lignée du Gooseberry reprend le concept du Raspberry Pi, mais avec plus de mémoire (2 modèles 512 Mo et 1 Go de RAM DDR3).

#### Cubieboard
Cubieboard est un ensemble d'Ordinateur à carte unique de développement gérée par la société Cubietech, comportant notamment des ports SATA, ethernet, plusieurs ports USB et lecteurs microSD.
- La première Cubieboard, sortie en septembre 2012, est équipée d'un AllWinner A10
- La seconde, la Cubieboard2 est sortie en juin 2013, elle est équipée d'un AllWinner A20, un SoC comportant 2 cortex A7 et 2 GPU Mali 400MP.
- La troisième, nommée Cubietruck sortie en octobre 2013 est une amélioration de la Cubieboard2, supportant 2 Go de RAM, une prise ethernet Gb, un emplacement pour une pile pour faire fonctionner l'horloge lorsque la machine est éteinte, un port VGA et quelques autres modifications.
- En mai 2014, Cubietech annonce pour la mi-juin la Cubieboard 8, équipée d'un Soc octo-core AllWinner A80[13].

#### Pine64
Pine64 a commencé avec la carte Pine64 équipée d'un soc A64 vendue 15$ pour sa version 512MB qui fut la première cate 64Bits vendue à ce prix. Le port éthernet est connu pour avoir un fonctionnement aléatoire en Gigabit. La version bénéficiant d'un support jusqu'en 2025 est quant à elle équipée de la variante SoC R18.
Pine64 proposent aussi la Pine H-64 équipée du SoC H6 plus performant.

#### Orange Pi
Orange Pi est connu pour offrir une large gamme de cartes à base de SoC Allwinner (A20, A64, H2, H3, H5, H6...)

### System on module
La société Theobroma Systems, conçoit des system on module basé sur des SoC de la société Allwinner.
Pine64 propose de son côté la SOPINE équipée d'un SoC A64.
Sipeed propose le SipeedRV basé sur d'architecture RISC-V. Il utilise 2 connecteurs M.2 de type B-Key 5+6H.

## Support logiciel
La famille de processeur supporte principalement, et officiellement les systèmes d'exploitation Android de Google et Linux, via différents pilotes propriétaires et quelques parties ouvertes. Allwinner est accusé de ne pas respecter la licence GPL de manière répétée.
La communauté Linux-sunxi s'attache de son côté à son maintien avec des sources ouvertes notamment au cœur du noyau Linux . D'autres logiciels open source sont aussi maintenus comme U-Boot.
Pour les parties graphique, il existe des implémentations à code source ouvert autant pour la partie 3D avec Lima et Panfrost  que pour la partie de décompression vidéo avec Cedrus.
Ces efforts permettent d'avoir des distributions Linux supportés généralistes comme Ubuntu, Armbian... ou plus spécifiques comme Librelec pour le multimédia ou Lakka pour le rétrogaming .